# Ursua Channel

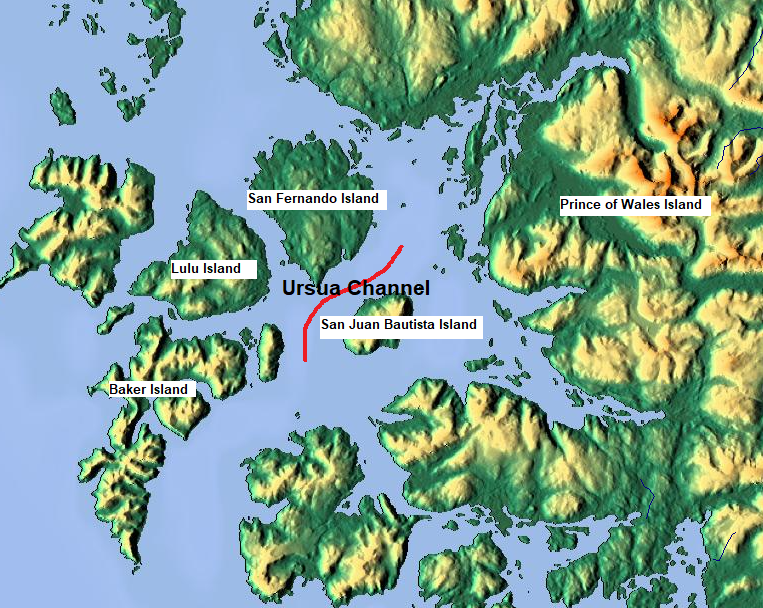
Het kanaal rood gemarkeerd op de kaart

Het Ursua Channel is een natuurlijk kanaal in de Alexanderarchipel in de Alaska Panhandle in het zuidoosten van Alaska in de Verenigde Staten.

## Geografie
Het kanaal heeft een lengte van 13 kilometer en is ongeveer drie kilometer breed. Het verbindt de San Alberto Bay in het noordoosten met Bucareli Bay in het zuidwesten. Het scheidt voornamelijk het San Juan Bautista Island in het zuidoosten van het San Fernando Island in het noordwesten en Saint Ignace Island in het westen. In het kanaal monden het Portillo Channel en de Port Real Marina uit.
Het waterlichaam ligt in de mariene ecoregio Noord-Amerikaans Pacifisch Fjordland.

## Geschiedenis
Het kanaal werd genoemd door de United States National Geodetic Survey ter ere van Antonio María de Bucareli y Ursúa (1717-1779), de meest populaire en succesvolle onderkoning van Nieuw-Spanje (Mexico).